# Лакированный парень
«Лакированный парень» (англ. The Patent Leather Kid) — американская немая драма 1927 года режиссёра Альфреда Сентелла. Главную роль в фильме исполнил Ричард Бартелмесс, номинированный за неё на премию «Оскар».

## Сюжет
Боксер Кид раз за разом мочит на ринге своих конкурентов, при этом имея самовлюбленный нрав, весьма нелюбимым зрительской публикой. Последняя только и ждет героя, который сможет победить Кида. Во время очередного поединка, Кид знакомится с танцовщицей Керли. Девица западает ему в сердце и одновременно начинает раздражать менеджера боксера, но тут начинается Первая мировая война и Кид уходит на фронт.

## В ролях
- Ричард Бартелмесс — Лакированный парень (Кид)
- Молли О'Дэй — Керли Бойл
- Лоуфорд Дэвидсон — лейтенант Хьюго Брин
- Мэттью Бетц — Джейк Стак
- Артур Стоун — Джимми Кинч
- Хэнк Манн — сержант
- Уолтер Джеймс — офицер Райли
- Люсьен Привал — немецкий офицер
- Найджел Де Брулир — французский врач
- Билли Блэтчер — фанат драк (в титрах не указан)